# Перетрухин, Климент Анфиногенович
Кли́мент Анфиноге́нович Перетру́хин (ноябрь 1856; село Камелик, Николаевский уезд, Самарская губерния — 22 февраля [7 марта] 1907, Николаевск, Самарская губерния) — старообрядческий начётчик белокриницкого согласия, полемист, писатель.

## Биография
Перетрухин родился в бедной крестьянской семье, которая принадлежала к часовенному согласию. Мать Перетрухина умерла рано и его воспитывала мачеха. Любовь к чтению Священного Писания Климент Анфиногенович наследовал от своих родителей. Перетрухин уже в молодости изучал церковные каноны церкви и творения святых отцов. Несмотря на скудость средств и на обременение тяжёлыми работами в поле Климент Анфиногенович находил возможным найти какую-нибудь духовную книгу и прочитать её. 
На девятнадцатом году он женился на дочери одного зажиточного крестьянина соседнего села Журавлихи. Он учился мастерству переплетчика книг, что способствовало, по его собственному признанию, его превращению в книгочея. Позже стал исполнять должность волостного писаря Николаевского уезда. В это время Перетрухин случайно познакомился с последователем Белокриницкого священства начётчиком Ф. И. Муравлевым. Муравлев вёл собеседования с миссионерами и беспоповскими наставниками, он убедил Перетрухина в двадцать лет присоединиться к белокриницкому согласию. Казанский епископ Пафнутий крестил его и принял на должность писца в свою архиерейскую канцелярию в Черемшанском монастыре. 
Зимой 1882 года Перетрухин переселился в Черемшанский скит для отправления своих обязанностей. В течение своего трёхлетнего служения у епископа Пафнутия, Перетрухин провёл множество плодотворных бесед с никонианами и беспоповцами. Особенно длительная полемика Перетрухина состоялась с синодальным миссионером Ксенофонтом Крючковым в городе Уральске, которая продолжалась несколько дней не менее двенадцати часов в сутки. Многие из старообрядцев, склонных к единоверию, после этих бесед перешли в белокриницкое согласие. Благодаря проповедям Перетрухина по Саратовской губернии многие беспоповцы, беглопоповцы, единоверцы и никониане также присоединились к белокриницкому согласию. Например, в селе Теликовке беспоповцы благодаря беседам присоединились к белокриницкому согласию в числе 250 человек. Перетрухин осуществлял поездки и проводил беседы с населением с целью присоединения последних к белокриницкой иерархии в Саратовской, Самарской, Оренбургской и Казанской губерниях. В отдалённых деревушках Вятской губернии, вместе с епископом Герасимом, им были основаны старообрядческие приходы. В Глазове они были арестованы и находились под арестом в течение шести месяцев. 
Из диспутов Перетрухина наибольшую известность получили: диспут с Крючковым в Оренбурге, который он провёл по просьбе архиепископа Саватия в здании купцов Зубовых и диспут с Б. А. Голубевым в селе Балакове Николаевского уезда Самарской губернии. В 1886 году Климент Анфиногенович Перетрухин участвовал в прениях о вере, которые проходили в Москве в доме И. С. Шумова, подробный отчёт об этом собеседовании никонианианского миссионера С. Ф. Рыскина был опубликован в газете «Голос Москвы». В этом же году Перетрухин стал секретарём Московского Духовного Совета. Климент Перетрухин выполнял обязанности секретаря архиепископа Саватия до смерти последнего в 1898 году. Находясь на должности секретаря, Перетрухин пользовался расположением о. Петра Драгунова и К. Т. Солдатенкова; он продолжал начётческую деятельность. В это время он провёл беседы с баптистами на Дону, после которых произошло раскаяние двух старообрядческих священников и многих прихожан старообрядцев, ушедших в баптизм; беседы с Шутовым в Бронницах и Орехове-3уеве прошли при огромном стечении слушателей. Во время раздора с неокружниками Перетрухин написал сочинение: «Мир ко внешним», целью которого было прекращение разделения. 
Около 1890 года Перетрухиным была составлена им книга «Меч духовный», направленная против никониан, она подпольно была напечатана тиражом 2000 экземпляров и рассылалась старообрядцам по 50-100 экземпляров в каждую губернию. 
В 1893 году Перетрухин переселился в Николаевск. До 1899 года не занимал официально никакой должности. В Николаевске Перетрухин арендовал землю и занимался земледелием, иногда выезжая на собеседования с миссионерами и беспоповцами по просьбе старообрядцев из белокриницкой иерархии. Здесь Климент Анфиногенович выхлопотал в Министерстве внутренних дел разрешение на постройку общественного молитвенного здания, он написал книгу, состоящую из 2-х частей против никониан под заглавием «Врачевание братии недогующей в вере» и много других мелких сочинений и статей. 
16 октября 1898 года архиепископом Московским и всея Руси стал Иоанн, он призвал Перетрухина вновь к духовной деятельности. Перетрухин стал официально начётчиком в Московской архиепископии и пребывал в этой должности до самой своей смерти. Из бесед за этот период его жизни особенно знамениты были его беседы в Донской области. Автор статей в журнале «Старообрядец». 
Перетрухин заболел раком гортани, в результате чего у него был поражён и пищевод, и он лишь с трудом мог принимать пищу. Тяжелая болезнь развивалась всё сильнее, и в итоге от неё он умер 22 февраля [7 марта] 1907 года. В воскресенье 25 февраля [10 марта] 1907 года он был похоронен в Николаевске.
Сын К. А. Перетрухина — Иосиф Климентович Перетрухин, видный старообрядческий начетчик белокриницкого согласия.

## Сочинения

### Отдельные книги
- Врачество духовное — старообрядческое полемическое сочинение (рукопись) / Перетрухин, Климент Анфиногенович. — (Б.м.), 1888 г. — 88 (из них 2 чистых) л.
- Мир ко внешним [рукопись] : старообрядческий полемический сборник : [Список с печатн. издания ?] / Перетрухин, Климент Анфиногенович. — [Б. м.], 1887 г. — 95
- Меч духовный. М., 1890.
- Врачевание братии недогующей в вере

### Статьи в журнале «Старообрядец»
- К. А. Перетрухин. Описание находящегося близ станицы Кавказской на реке Кубани бывшего старообрядческого монастыря. С. 1138—1141. / 1906, Октябрь (№ 10)
- Ответы беглопоповцам. Последнее произведение умершего (22 февраля с.г.) К. А. Перетрухина. С. 291—317. / 1907, Март (№ 3)